# Pimentovník
Pimentovník (Pimenta) je rod rostlin z čeledi myrtovité. Jsou to dřeviny s jednoduchými vstřícnými listy a nevelkými bílými květy s množstvím tyčinek. Plodem je kulovitá bobule. Rod zahrnuje 16 druhů a je rozšířen zejména v Karibiku a Střední Americe, v menší míře i v Mexiku a Jižní Americe. Pimentovníky mají tvrdé a trvanlivé dřevo a jsou zdrojem silic využívaných zejména v kosmetice, parfumerii a lékařství. Ekonomický význam má zejména pimentovník pravý jako zdroj nového koření a silic a druh Pimenta racemosa, z jehož listů se destilací s rumem vyrábí tradiční pánský parfém bay rum.

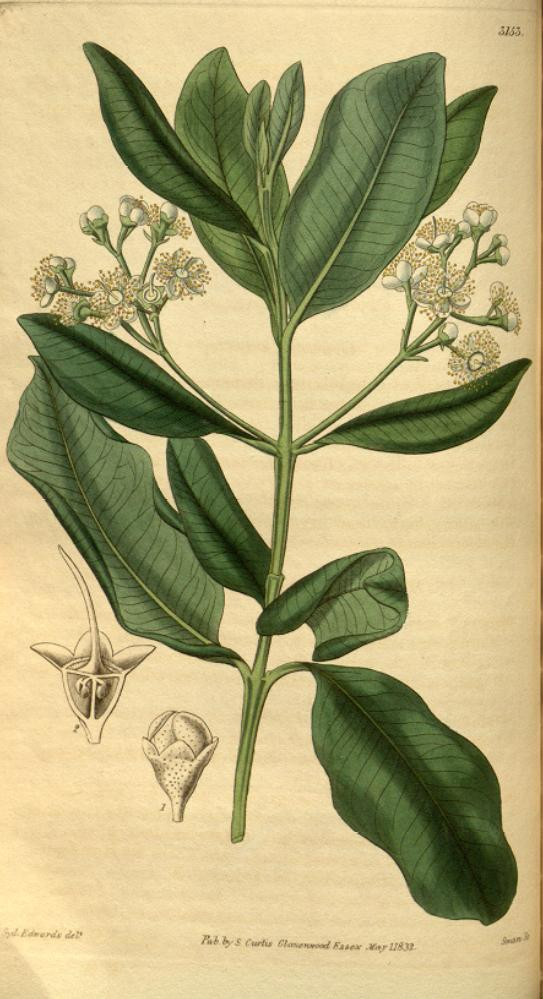
Ilustrace Pimenta racemosa z roku 1832

## Popis
Pimentovníky jsou aromatické stálezelené stromy a keře. Listy jsou poněkud tužší až kožovité, jednoduché, vstřícné, se zpeřenou žilnatinou. Květy jsou bílé, pravidelné, oboupohlavné nebo funkčně jednopohlavné, čtyř nebo pětičetné, uspořádané v latách nebo vidlanech. Tyčinek je mnoho. Semeník je srostlý ze 2 plodolistů. Plodem je kulovitá dužnatá bobule obsahující obvykle 2 semena. Plody jsou na povrchu bradavčité a na vrcholu mají vytrvalé zbytky kalicha.

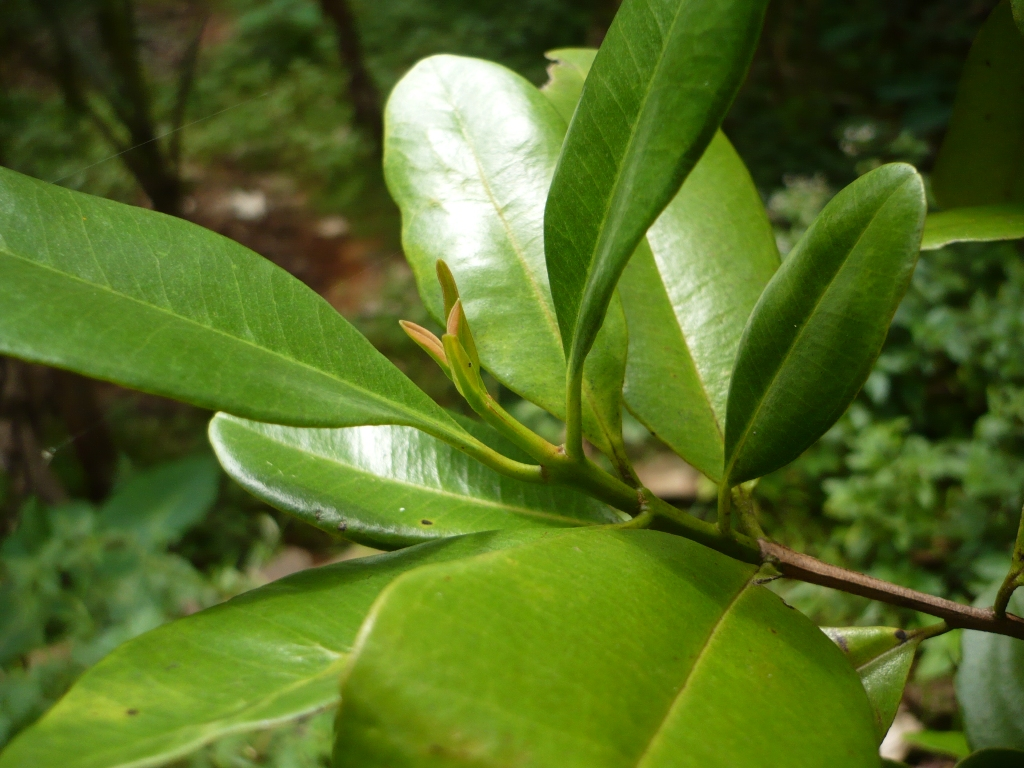
Větévka pimentovníku pravého
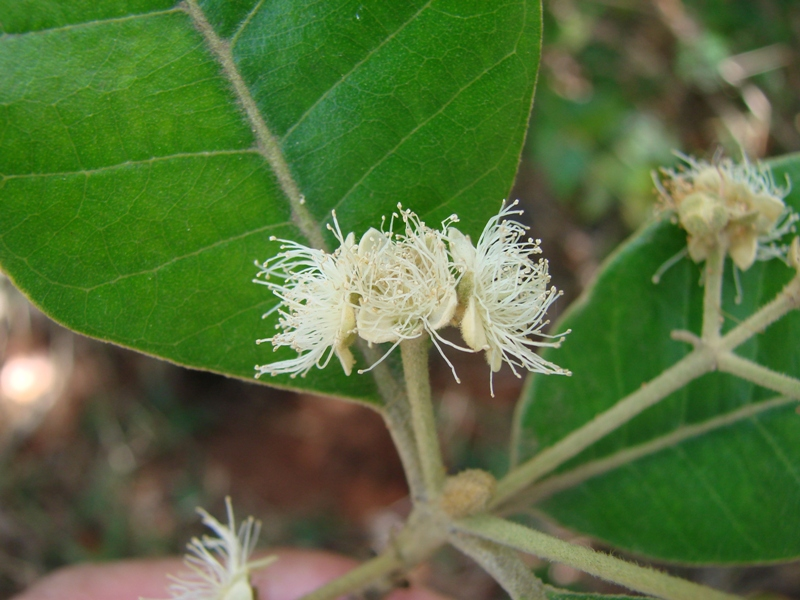
Květy P. pseudocaryophyllus
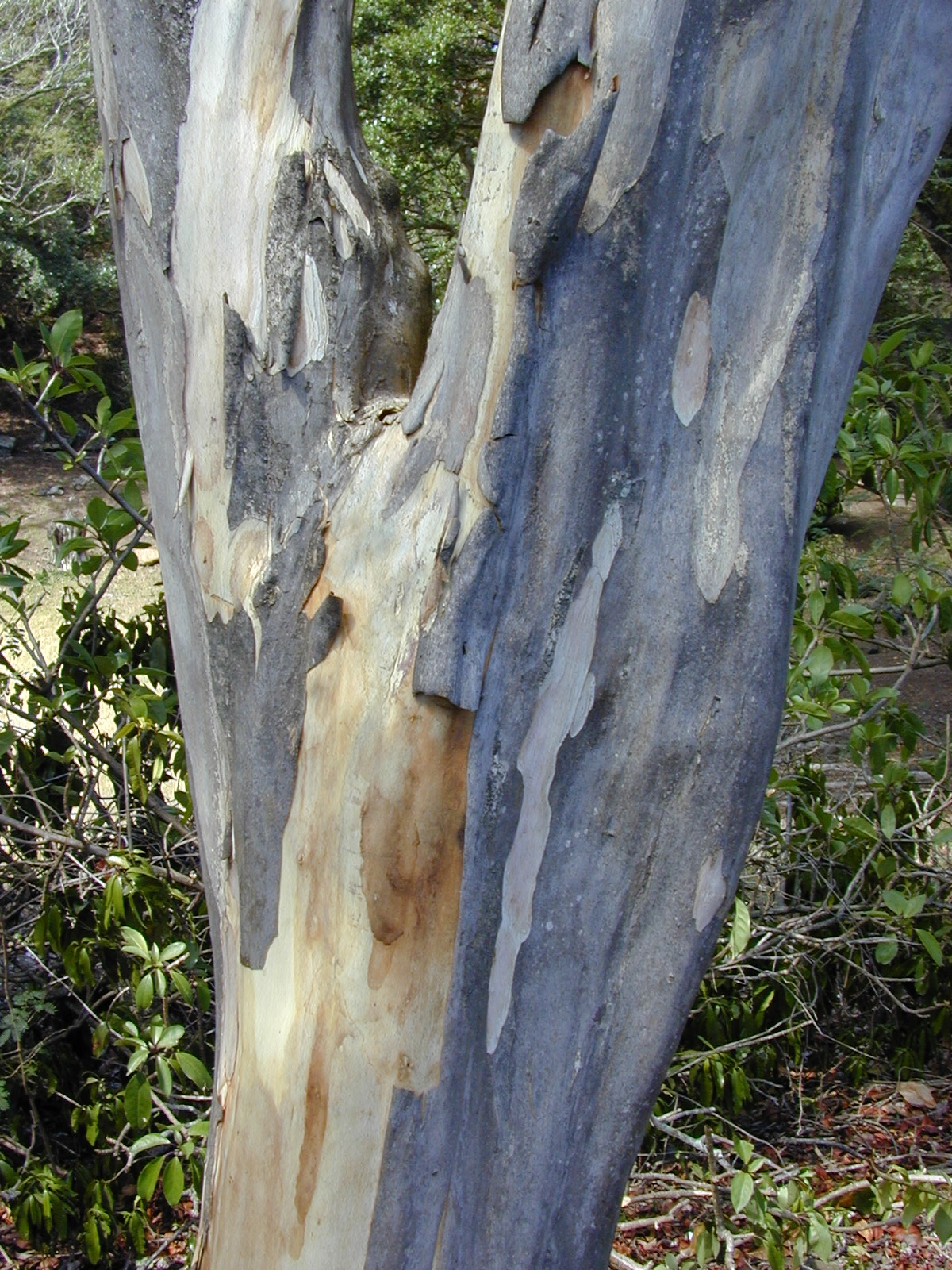
Kmen pimentovníku pravého

## Rozšíření
Rod pimentovník zahrnuje 16 druhů. Je rozšířen ve Střední Americe, Mexiku, na Karibských ostrovech a v Jižní Americe. Největší počet druhů roste na Karibských ostrovech (celkem 14, z toho 7 druhů jsou endemity Kuby). Do Mexika zasahuje pouze pimentovník pravý. V Jižní Americe rostou pouze 2 druhy: P. pseudocaryophyllus v jižní Brazílii a východní Bolívii a P. racemosa, který zasahuje do Venezuely.

## Ekologické interakce
Květy pimentovníků jsou opylovány rozličným hmyzem. Pimentovník pravý je na Jamajce efektivně opylován včelou medonosnou, která je zde nepůvodním druhem. Protože květy pimentovníku lákají hmyz jen málo, uvažovalo se i o možnosti že jsou větrosprašné.
Plody konzumují ptáci.

## Taxonomie
Rod Pimenta je v rámci čeledi myrtovité řazen do podčeledi Myrtoideae a tribu Myrteae. Nejblíže příbuznými rody jsou podle výsledků fylogenetických studií jihoamerické rody Amomyrtus a Legrandia.

## Zástupci
- pimentovník pravý (Pimenta dioica)

## Význam
Nejznámějším zástupcem rodu je pimentovník pravý, poskytující nové koření. O něco méně kvalitní nové koření se získává i z příbuzného druhu Pimenta racemosa.
Oba druhy jsou zdrojem vonných silic a v tropech jsou pěstovány jako příjemně aromatické okrasné dřeviny. Dřevo je tvrdé a trvanlivé, má však jen lokální význam.
Z listů karibského druhu P. racemosa je destilována silice, známá jako bay oil a používaná zejména v kosmetice a parfumerii. Listy a plody jsou též využívány k aromatizaci potravin a v medicíně. Parfém bay rum náleží již od 19. století patří mezi oblíbené pánské parfémy. V Karibiku je tradičně vyráběn vypálením třtinového rumu s čerstvými listy P. racemosa. Silice je pod názvem bay oil využívána i v aromaterapii, často však bývá vlivem podobnosti názvů zaměňována se silicí z vavřínu (laurel bay oil).
Pimentovník pravý je používán v lidové medicíně nejen v oblasti svého původu ve Střední Americe a Karibiku, ale i v indické ájurvédě a evropském lidovém léčitelství.
Na Haiti je nálev z listů P. racemosa používán zejména při bolestech hlavy, bolestech v krku a průjmech. Silice smíchaná s cukrem se podává při nauzee.

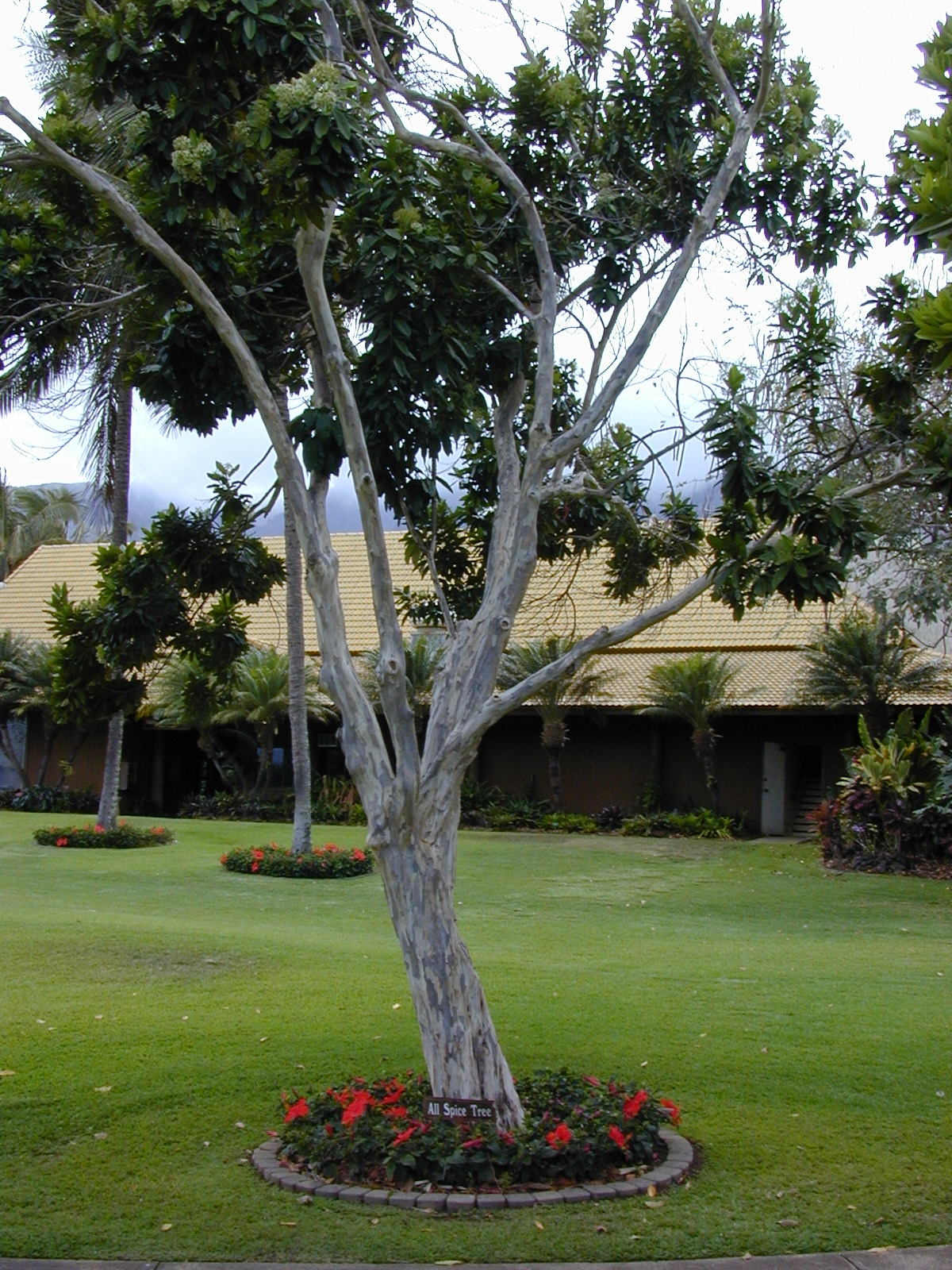
Pimentovník pravý jako okrasná dřevina
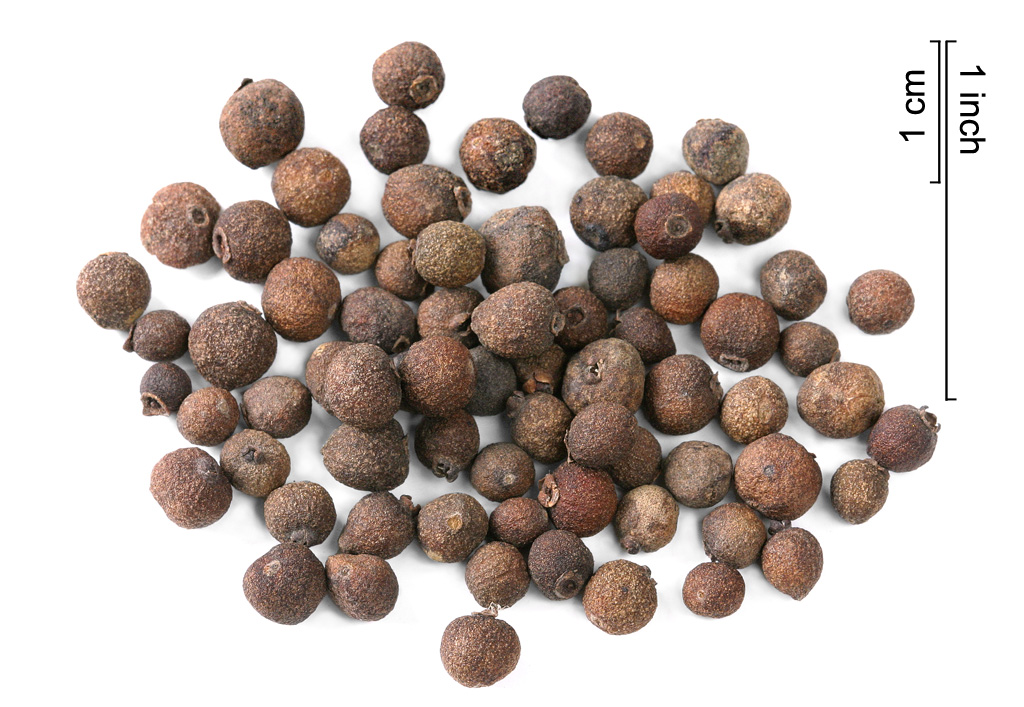
Nové koření, plody pimentovníku pravého
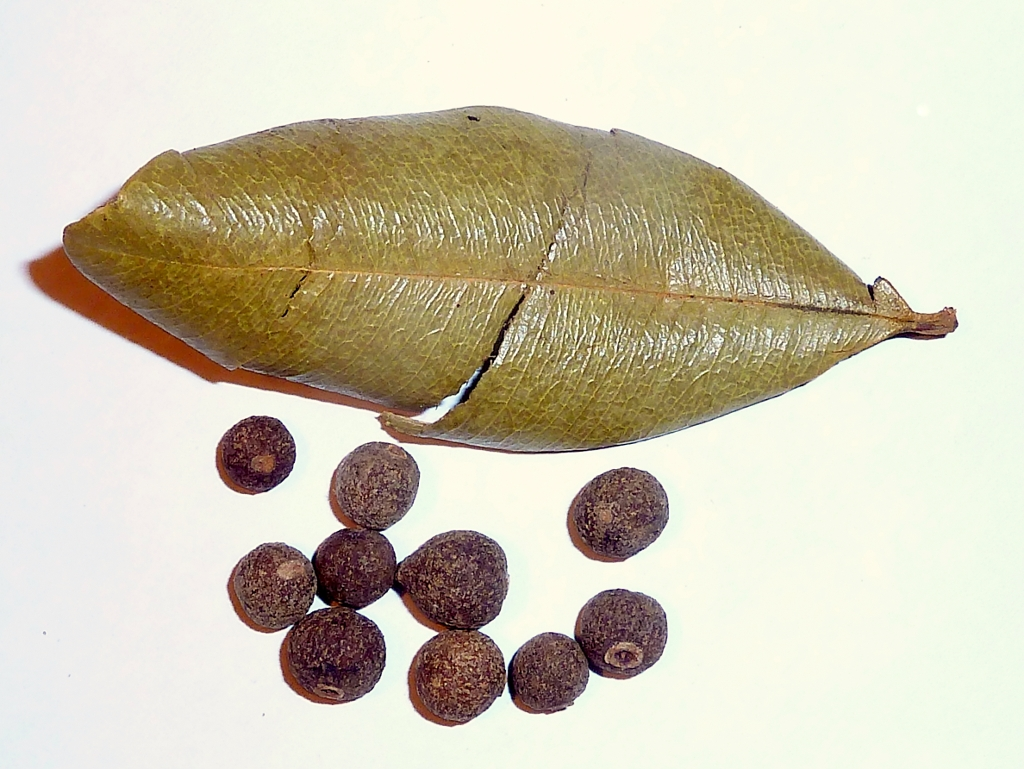
List a plody Pimenta racemosa

## Přehled druhů a jejich rozšíření
- Pimenta adenoclada – Kuba
- Pimenta cainitoides – Kuba až Dominikánská republika
- Pimenta dioica – jižní Mexiko, Střední Amerika, Karibik
- Pimenta ferruginea – Kuba
- Pimenta filipes – Kuba
- Pimenta guatemalensis – Střední Amerika
- Pimenta haitiensis – Hispaniola
- Pimenta intermedia – Kuba
- Pimenta jamaicensis – Jamajka
- Pimenta obscura – Jamajka
- Pimenta odiolens – Kuba
- Pimenta oligantha – Kuba
- Pimenta podocarpoides – Kuba
- Pimenta pseudocaryophyllus – Brazílie, Bolívie
- Pimenta racemosa – Karibik, Venezuela
- Pimenta richardii – Jamajka[2]